# Ben 10: Secret of the Omnitrix
Ben 10: Secret of the Omnitrix is een Amerikaanse animatiefilm gebaseerd op de animatieserie Ben 10.
De film werd voor het eerst uitgezonden op Cartoon Network op 10 augustus 2007. Dezelfde stemacteurs die aan de serie meewerken hebben ook hun stem verleend aan de personages in de film.

## Verhaal
Aan het begin van de film is Ben Tennyson in een gevecht verwikkeld met Dr. Animo. Hij vernietigt Animo’s DNA-bom, maar activeert hierbij per ongeluk de zelfvernietigingsmode van de Omnitrix. De activering waarschuwt Tetrax, die meteen naar de Aarde komt om Ben op te halen. Hij legt Ben uit wat hij gedaan heeft en neemt hem mee met zijn ruimteschip. Gwen slaagt erin ook aan boord te klimmen.
Aan boord van zijn schip gebruikt Tetrax geavanceerde medische apparatuur om het DNA van de maker van de Omnitrix, Azmuth, te vinden. Met dit DNA proberen ze Azmuth op te sporen. Ze vinden een spoor dat leidt naar een gevangenis. Bij de gevangenis blijkt dit spoor echter niet van Azmuth te zijn, maar van een vrouwelijke Chimera Sui Generis (Vilgax' soort) genaamd Myaxx. Zij was Azmuths assistent, en wisselde haar DNA met die van Azmuth toen hij weigerde haar krediet te geven voor haar rol bij het maken van de Omintrix. Hij weigerde haar ook te vertellen hoe ze de zelfvernietiging kan stoppen. Wel vertelt ze Ben dat de ontploffing van de Omnitrix bijna het hele universum zal treffen. Myaxx weet hoe ze Azmuth kunnen vinden, en leidt Ben, Gwen en Tetrax naar zijn thuisplaneet.
Op weg naar Azmuth wordt het gezelschap aangevallen door Vilgax, die heeft weten te ontsnappen uit de Null Void en een schip heeft weten te bemachtigen. Ben slaagt erin Vilgax’ aanval af te slaan, maar de piloot van Tetrax’ schip, Gluto, komt in het gevecht om. Hierdoor stort het schip neer op Azmuths thuisplaneet. Terwijl ze Azmuths fort benaderen, worden ze aangevallen door een groep Florauna. Een van hen lijkt Gwen op te eten, tot woedde van Ben. Nadat Ben de aliens heeft verslagen verteld Tertrax Ben zijn levensverhaal: hij gaf ooit om niemand behalve zichzelf. Hierdoor kwam hij voor Vilgax te werken, en dat kostte hem zijn hele thuisplaneet.
Ben en Tertrax vinden Azmuth in een afgesloten laboratorium, maar hij weigert de Omnitrix te stoppen. Volgens hem verdient het universum het om opgeblazen te worden, daar het zijn creatie heeft misbruikt. De Omnitrix was bedoeld om de vele buitenaardse levensvormen te leren begrijpen, niet om als wapen te dienen. Woedend valt Ben de wetenschapper aan, en onthult zo dat Azmuth een oude Galvan (Greymatters soort) is, verborgen in een groot mechanisch pak.
Vilgax komt intussen bij van zijn gevecht met Ben en leidt een grootse aanval op Azmuths bergfort. In het heetst van de strijd duikt onverwacht Gwen weer op. Ze is nog in leven dankzij Gluto, die zichzelf wist te regenereren dankzij wat slijm dat op Gwens shirt was gemorst. Wanneer Ben Gwen ziet, omhelst hij haar. Dit herstelt Azmuths geloof in het universum, en hij schakelt de zelfvernietiging van de Omnitrix uit. Ook activeert hij een nieuwe alien voor Ben: Way Big, een alien ter grootte van een wolkenkrabber. Deze slaat gemakkelijk Vilgax’ aanval af, en slingert Vilgax zelf de ruimte in.
Nu het gevaar is geweken biedt Ben Azmuth aan om de Omnitrix terug te nemen. Azmuth weigert echter aangezien de Omnitrix hem alleen maar problemen zou opleveren; vooral daar het apparaat erg geliefd is bij veel schurken. Tertrax brengt Ben en Gwen terug naar de Aarde. Ben wil Gwen meenemen naar het winkelcentrum om haar te bedanken, maar dit plan wordt verstoord door een nieuwsbericht dat het winkelcentrum wordt aangevallen door zombies. Gwen maakt de opmerking dat dit weer een gewone dag was voor de Tennysons.

## Rolverdeling
| Acteur                 | Personage     |
| ---------------------- | ------------- |
| Tara Strong            | Ben Tennyson  |
| Meagan Smith           | Gwen Tennyson |
| Paul Eiding            | Max Tennyson  |
| Dee Bradley Baker      | Gluto         |
| Steven Blum            | Vilgax        |
| Dave Fennoy            | Tetrax        |
| Robert David Hall      | Azmuth        |
| Richard Steven Horvitz | Gevangene     |
| Dwight Schultz         | Dr. Animo     |
| Fred Tatasciore        | Way Big       |

## Trivia
- Vanaf deze film heeft Ben 18 alienvormen waar hij in kan veranderen.
- Van de 18 aliens in de Omnitrix komen er twaalf voor in de film; zij het als een transformatie van Ben of als een “echte” alien. De zes die niet meedoen in de film zijn XLR8, Ghostfreak, Benmummy, Benwolf, Ditto en Benvicktor.
- In deze film werd voor het eerst het binnenwerk van de Omnitrix getoond.